# Sound Theories
Sound Theories Vol. I & II é o terceiro álbum ao vivo do guitarrista Steve Vai. Lançado em 26 de Junho de 2007, o álbum foi gravado com a Metropole Orchestra da Holanda entre 2004 e 2005.
| “ | Ter uma orquestra tocando suas músicas quando você é apenas considerado um guitarrista acima da média parecia virtualmente impossível. Ver a sua música ser tocada assim é a maior benção que um compositor pode esperar. Esse projeto foi um sonho para mim. | ” |

## Faixas
Todas as músicas compostas por Steve Vai.
| Vol 1: The Aching Hunger |                                  |         |  |
| N.º                      | Título                           | Duração |  |
| 1.                       | "Kill the Guy with the Ball"     | 4:30    |  |
| 2.                       | "The God Eaters"                 | 2:09    |  |
| 3.                       | "The Murder Prologue"            | 1:09    |  |
| 4.                       | "The Murder"                     | 7:56    |  |
| 5.                       | "Gentle Ways (Brandos Costumes)" | 5:48    |  |
| 6.                       | "Answers"                        | 5:44    |  |
| 7.                       | "I'm Becoming"                   | 2:20    |  |
| 8.                       | "Salamanders in the Sun"         | 5:05    |  |
| 9.                       | "Liberty"                        | 2:06    |  |
| 10.                      | "The Attitude Song"              | 4:37    |  |
| 11.                      | "For the Love of God"            | 9:35    |  |

| Vol 2: Shadows and Sparks |                    |         |  |
| N.º                       | Título             | Duração |  |
| 1.                        | "Shadows and..."   | 8:41    |  |
| 2.                        | "Sparks"           | 9:27    |  |
| 3.                        | "Frangelica Pt. 1" | 3:04    |  |
| 4.                        | "Frangelica Pt. 2" | 10:30   |  |
| 5.                        | "Helios and Vesta" | 8:19    |  |
| 6.                        | "Bledsoe Bluvd"    | 10:08   |  |

## Desempenho nas Paradas Musicais

### Álbum
| Ano  | Ranking                          | Posição |
| ---- | -------------------------------- | ------- |
| 2007 | Billboard Top Independent Albums | #45     |
| 2007 | Italy Albums Top 100             | #72     |
| 2007 | Dutch Albums Top 100             | #97     |
| 2007 | France Albums Top 150            | #138    |

## DVD
O DVD, chamado de Visual Sound Theories, foi lançado pela Epic/Sony em 18 de Setembro de 2007, sendo o 5o DVD do guitarrista (contando com os gravados com o G3). 4
Visual Sound Theories apresenta as performances ao vivo do concerto Aching Hunger com a Metropole Orchestra da Holanda em Julho de 2005.
Com mais de duas horas, o DVD inclui 14 faixas em stereo e surround sound 5.1:

### Faixas do DVD
1. Kill The Guy With The Ball
2. The God Eaters
3. The Murder Prologue
4. The Murder
5. Answers
6. Lotus Feet
7. I'm Becoming
8. Salamanders In The Sun
9. The Attitude Song
10. Gentle Ways (Brandos Costumes)
11. Liberty
12. For the Love of God
13. Shadows And Sparks
14. Frangelica Pt. I & II

### Desempenho nas Paradas Musicais

#### Álbum
| Ano  | Ranking                | Posição |
| ---- | ---------------------- | ------- |
| 2007 | Top Independent Albums | #45     |

## Créditos Musicais (CD e DVD)
- Steve Vai - guitarras
- Bryan Beller - baixo elétrico

&
- The Netherlands Metropole Orchestra (Orquestra Sinfônica da Holanda)

## Prêmios e Indicações
A canção The Attitude Song concorreu ao Grammy de Best Rock Instrumental Performance, mas não ganhou.
| Ano  | Canção            | Prêmio        | Indicação                          | Resultado |
| ---- | ----------------- | ------------- | ---------------------------------- | --------- |
| 2008 | The Attitude Song | Grammy Awards | Best Rock Instrumental Performance | Indicado  |